# Hermann Burger
Hermann Burger (búrger), švicarski pisatelj in literarni teoretik, * 10. julij 1942, Menziken, † 28. februar 1989, Brunegg.
V svet literature je stopil s pesniško zbirko Dimni signali, predvsem pa je znan po prozi polni  umetelnih jezikovnih iger s preobleženo stavčno zgradbo. Tematika njegovih del je avtobiografska ter posvečena telesni in duševni bolezni ter smrti.

Svoje življenje je končal s samomorom.

## Dela
- Rauchsignale (Dimni signali, 1967)
- Schilten (1967)
- Bork (1970)
- Diabelli (1979)
- Die Künstliche Mutter (Umetna mama, 1982)
- Ein Mann aus Wörtern (1983)
- Blankenburg (1986)
- Als Autor auf der Stör (Kot avtor na jesetru, 1987)
- Tractatus logico-suicidalis (Logično-samomorilski traktat, 1988)
- Der Puck (1989)